# Ghoul Patrol (Band)
Ghoul Patrol war eine finnische Death-’n’-Roll-Band aus Helsinki, die 2005 gegründet wurde und sich 2015 auflöste.

## Geschichte
Die Band wurde im Jahr 2005 von dem Gitarristen Jani Rapo und dem Sänger Henri Harberg gegründet. Die Band begann mit dem Schreiben von Liedern und mit den Proben im Jahr 2006, als der Schlagzeuger Petri Mäkupää hinzukam. Anfang 2008 stieß Jukka Pihlajaniemi als Sänger hinzu, der mit dem Schreiben der ersten Texte begann. Im Frühling wurde die EP Death Fuckin' Roll! in den Finnvox Studios aufgenommen. Zu diesem Zeitpunkt hatte die Gruppe noch keinen Bassisten, fand ihn jedoch in Form von David Forder. Nach den Aufnahmen kam Albert Orma als weiterer Gitarrist zur Besetzung. Nach der Veröffentlichung schlossen sich neben Auftritten in verschiedenen finnischen Clubs auch Konzerte in Schottland in den Städten Perth, Elgin und Aberdeen mit der schottischen Band Bonesaw an. Danach folgten weitere Auftritte in Finnland. Ende 2008 wurde eine zweite EP aufgenommen und im März 2009 unter den Namen Hellfire Blues veröffentlicht. Nach der Veröffentlichung begannen bereits die Arbeiten zu einer dritten EP, die noch im selben Jahr erschien und The 3rd Death Manifest betitelt wurde. Bei den 2010er Finnish Metal Awards wurde Ghoul Patrol zum „Best Underground Act of 2009“ gewählt. Im Sommer 2010 trennte die Gruppe sich von ihrem Sänger Pihlajaniemi. Zunächst nur übergangsweise kam Pekka Okuloff als Ersatz hinzu, ehe man sich nach ein paar Konzerten entschied, ihn permanent als Sänger einzusetzen. Ende 2010 nahm die Band an der Dimebag Beyond Forever Tour teil, dies war ihre erste Gelegenheit, eine richtige Tournee durch Finnland abzuhalten. Danach wurde Spinefarm Records auf Ghoul Patrol aufmerksam, woraufhin die Band im Frühling 2011 einen Plattenvertrag bei dem Label unterzeichnete. Im Anschluss begannen die Aufnahmen zum Debütalbum mit Matias Kupiainen als Produzenten. Das selbstbetitelte Album wurde im Oktober desselben Jahres veröffentlicht. Danach ging es auf eine Tour durch Finnland. 2015 wurde das zweite Album The Undying veröffentlicht. Zeitgleich wurde bekanntgegeben, dass dies das letzte Album der Band ist. Als Grund für die Auflösung wurden Zeitmangel und der Wunsch, anderen Dingen nachzugehen, angegeben.

## Stil
Enrico Ahlig vom Metal Hammer ordnete die Band in seiner Rezension zum selbstbetitelten Album dem Death ’n’ Roll zu. Der Song Louisiana Pit klinge stark nach Southern Rock. Der Gesang sei guttural. Zudem beschrieb er die Musik als eine Mischung aus Punk und Death Metal. Im Lied Gut Rotting Riot treffe ein Banjo auf Pantera-Riffs, während in Harvest das Schlagzeug wie auf dem Metallica-Album St. Anger klinge.

## Diskografie
- 2008: Death Fuckin' Roll! (EP, Eigenveröffentlichung)
- 2009: Hellfire Blues (EP, Eigenveröffentlichung)
- 2009: The 3rd Death Manifest (EP, Eigenveröffentlichung)
- 2010: Death 'n' Roll All Night Long: 2005-2010 (Kompilation, Eigenveröffentlichung)
- 2011: Ghoul Patrol (Album, Spinefarm Records)
- 2015: The Undying (Album, Music Kickup)